# Shanglinhu Shuiku
Shanglinhu Shuiku är en reservoar i Kina. Den ligger i provinsen Zhejiang, i den östra delen av landet, omkring 110 kilometer öster om provinshuvudstaden Hangzhou. Shanglinhu Shuiku ligger 11 meter över havet. Arean är 1,5 kvadratkilometer. I omgivningarna runt Shanglinhu Shuiku växer i huvudsak blandskog. Den sträcker sig 2,8 kilometer i nord-sydlig riktning, och 1,5 kilometer i öst-västlig riktning.
Genomsnittlig årsnederbörd är 1 778 millimeter. Den regnigaste månaden är juni, med i genomsnitt 285 mm nederbörd, och den torraste är januari, med 60 mm nederbörd.